# Tivia termitium
Tivia termitium är en kackerlacksart som först beskrevs av Robert Walter Campbell Shelford 1910.  Tivia termitium ingår i släktet Tivia och familjen Polyphagidae. Inga underarter finns listade i Catalogue of Life.